# Президентские выборы в Колумбии (1914)
Президентские выборы в Колумбии проходили 10 февраля 1914 года. В соответствии с конституционной реформой 1910 года впервые с 1860 года президент избирался путём прямого голосования избирателей. 
Консерваторы выдвинули в качестве своего кандидата бывшего министра и дипломата Хосе Висенте Конча, который получил поддержку части либералов во главе с Рафаэлем Урибе Урибе.
Республиканский союз, представлявший собой коалицию либералов и консерваторов, выступавших против конфронтационной политики своих партий и поддержавших в 1910 году конституционную реформу и избрание в президенты Карлоса Эугенио Рестрепо, выдвинул дипломата и адвоката Николаса Эсгерра.
В результате победил кандидат консерваторов Хосе Висенте Конча, получивший 89% голосов. Он был приведён к присяге 7 августа 1914 года.

## Результаты
| Кандидат           | Партия                | Голоса  | %     |
| ------------------ | --------------------- | ------- | ----- |
| Хосе Висенте Конча | Консервативная партия | 300 735 | 89,11 |
| Николас Эсгерра    | Республиканский союз  | 36 763  | 10,89 |
| Прочие кандидаты   | Прочие кандидаты      | 99      | 0,0   |
| Всего              | Всего                 | 337 597 | 100   |
| Источник: Nohlen   |                       |         |       |